# 杉崎瑢
杉崎 瑢（すぎさき よう、1877年（明治10年）3月3日 - 1943年（昭和18年）7月6日）は、日本の教育家である。

## 経歴・人物
神奈川県に生まれ、東京高等師範学校（後の東京教育大学、現在の筑波大学）に入学する。卒業後は留学のため渡米し、カリフォルニア大学にて教育学および心理学を学んだ。帰国後は静岡師範学校（後の静岡第一師範学校、現在の静岡大学教育学部）で教鞭を執り、1916年（大正5年）には長野師範学校（現在の信州大学教育学部）に転勤する。
翌1917年（大正6年）には同学校附属の小学校の研究学級の教師にあたり、実験心理学を元に新教育の促進に携わった。これによって1925年（大正15年）には新教育の研究会から「研究学級の経営」として杉崎が研究した成果の発表にあたった。